# Boris Kostić (Handballspieler)
Boris Kostić (* 18. September 1944 im Königreich Jugoslawien; † 6. Dezember 2019 in Dietzenbach, Deutschland) war ein jugoslawisch-bosnischer Handballspieler und Handballtrainer.

## Karriere

### Verein
Boris Kostić spielte als Torwart für den RK Derventa, den RK Partizan Belgrad und den RK Dinamo Pančevo. Mit Partizan gewann er im Jahr 1966 den jugoslawischen Pokal. 1974 holte Trainer Vitomir Arsenijević Jugoslawiens „Handballer des Jahres 1969“ in die Regionalliga Südwest zum deutschen Verein SG Dietzenbach. Gleich in der ersten Saison gelang der Aufstieg aus der damals zweithöchsten Spielklasse in die zweigleisige Bundesliga. Dort wurde die SG 1976 Meister der Bundesliga-Süd. In der Endrunde um die deutsche Meisterschaft unterlag Dietzenbach dem TSV Grün-Weiß Dankersen mit 11:23. Im September des gleichen Jahres erreichte man das Endspiel im DHB-Pokal 1976, das mit 12:13 gegen TSV Grün-Weiß Dankersen verloren ging. Sein letztes Spiel für die SG Dietzenbach bestritt Kostić 1980.
Anschließend arbeitete er als Trainer und Torwarttrainer für mehrere deutsche Vereine im Männer- und Frauenbereich.

### Nationalmannschaft
Mit der jugoslawischen Nationalmannschaft belegte Kostić bei der Weltmeisterschaft 1967 den siebten Platz. Bei den Mittelmeerspielen 1967 gewann er mit Jugoslawien die Goldmedaille. Bei der Weltmeisterschaft 1970 gewann er mit Jugoslawien die Bronzemedaille. Er bestritt 48 Länderspiele.

## Weblink
- Nachruf mit Foto auf www.rukometnizurnal.com